# Galileia (Minas Gerais)
Galileia é um município brasileiro no interior do estado de Minas Gerais, Região Sudeste do país. Localiza-se no Vale do Rio Doce e está situado a cerca de 380 km a leste da capital do estado. Ocupa uma área de 720,303 km², sendo que 1,7 km² estão em perímetro urbano, e sua população foi estimada em 6 281 habitantes em 2024.
A sede, localizada às margens do rio Doce, tem uma temperatura média anual de 23,3 °C e na vegetação original do município predomina a Mata Atlântica. Com 80% da população vivendo na zona urbana, a cidade contava, em 2009, com dez estabelecimentos de saúde. O seu Índice de Desenvolvimento Humano (IDH) é de 0,654, classificado como médio em relação ao estado.
O povoamento da localidade teve início no final da década de 1920, após a doação de parte das terras recém adquiridas por José Pereira Sete. Em 1938, foi criado o distrito, que emancipou-se em 27 de dezembro de 1948, tendo o município se desenvolvido à base da fabricação de cerâmica, da extração mineral e da agropecuária. Destaca-se pela produção de manga, sendo realizado anualmente o Festival da Manga, com o objetivo de divulgar os produtos da safra na cidade.

## História
O povoamento da área do atual município de Galileia teve início na década de 1920. José Pereira Sete e Antônio Alves da Rocha, em 1925 e 1926, respectivamente, apossaram-se de terrenos no local, tendo José Pereira doado terras que mais tarde deram origem a um pequeno povoamento, denominado São Tomé. O lugar prosperou-se e pela lei estadual nº 148, de 17 de dezembro de 1938, é criado o distrito de São Tomé, subordinado a Conselheiro Pena, deixando de fazer parte do então distrito de Igreja Nova (hoje município de Campanário), pertencente a Itambacuri. Em 1939, é inaugurada a estação ferroviária da localidade, atendida pela Estrada de Ferro Vitória a Minas (EFVM). Pelo decreto-lei estadual nº 1.058, de 31 de dezembro de 1943, o distrito passa a chamar-se Moscovita, vindo a emancipar-se com a denominação de Galileia pela lei nº 336, de 27 de dezembro de 1948.

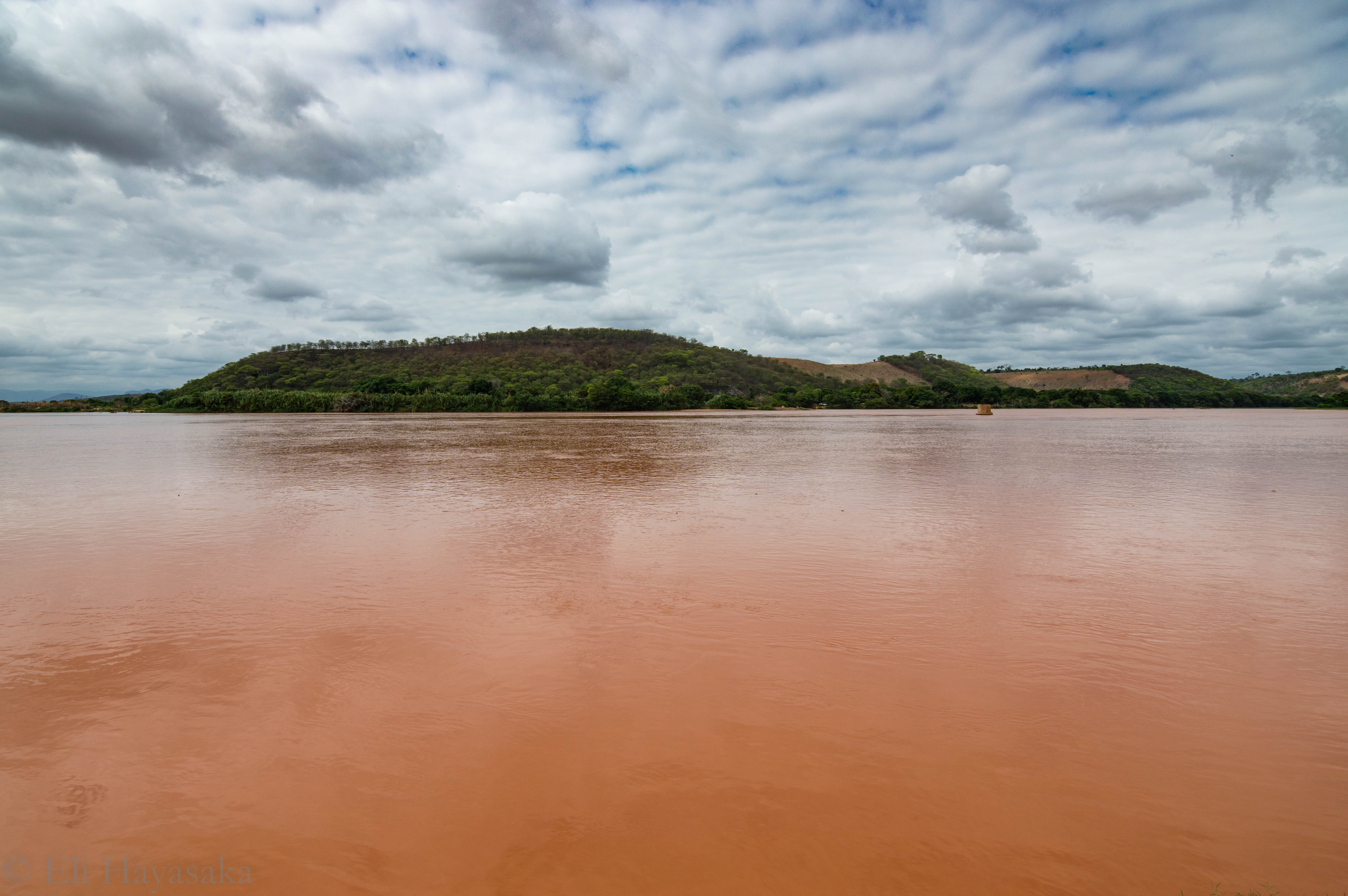
Águas lamacentas do rio Doce em Galileia duas semanas depois do rompimento de barragem em Mariana em novembro de 2015

Galileia foi emancipada sendo composta pelos distritos de São Geraldo do Baixio, Sapucaia do Norte e Sede. Pela lei estadual nº 1.039, de 12 de dezembro de 1953, foram criados os distritos de Central de Santa Helena e Divino das Laranjeiras, a partir de terras de Sapucaia do Norte, sendo desmembrados para formarem o município de Divino das Laranjeiras pela lei estadual nº 2.764, de 30 de dezembro de 1962. Pela lei estadual nº 12.030, de 21 de dezembro de 1995, emancipa-se o distrito de São Geraldo do Baixio e pela lei municipal nº 61, de 21 de novembro de 2006, é criado o distrito de Santa Cruz de Galileia. Atualmente restam os distritos de Sapucaia do Norte e Santa Cruz de Galileia, além da sede municipal.
Em novembro de 2015, o município foi um dos afetados pelos impactos do rompimento de barragem ocorrido em Mariana. A lama da barragem de rejeitos da Samarco chegou ao rio Doce, comprometendo o abastecimento de água em várias cidades que dependem do curso para o suprimento, como em Galileia, que ficou dependente de caminhões-pipa, rodízio de distribuição e doações de água potável engarrafada de outros municípios durante mais de um mês. O consumo de água sem tratamento levou a um surto de diarreia e vômito na cidade.

## Geografia
A área do município, segundo o Instituto Brasileiro de Geografia e Estatística (IBGE), é de 720,303 km², sendo que 1,7236 km² constituem a zona urbana. Situa-se a 18°59'58" de latitude sul e 41°32'15" de longitude oeste e está a uma distância de 380 quilômetros a leste da capital mineira. Seus municípios limítrofes são Divino das Laranjeiras, a norte; Governador Valadares e Tumiritinga, a oeste; Conselheiro Pena, a sul; e São Geraldo do Baixio e Central de Minas, a leste.
De acordo com a divisão regional vigente desde 2017, instituída pelo IBGE, o município pertence às Regiões Geográficas Intermediária e Imediata de Governador Valadares. Até então, com a vigência das divisões em microrregiões e mesorregiões, fazia parte da microrregião de Governador Valadares, que por sua vez estava incluída na mesorregião do Vale do Rio Doce.

### Relevo, hidrografia e meio ambiente

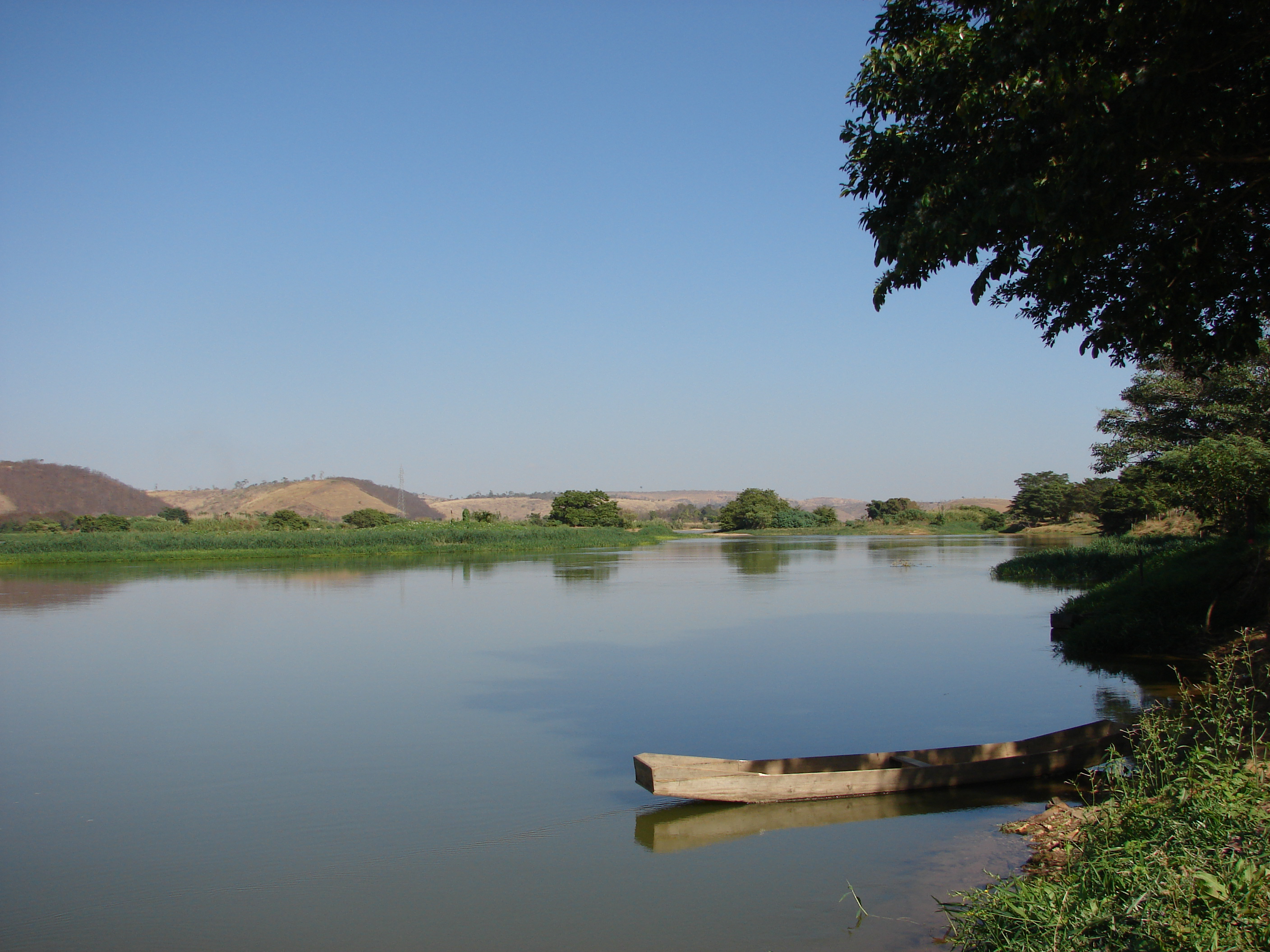
Trecho do rio Doce em Galileia

O relevo do município de Galileia é predominantemente montanhoso. A altitude máxima encontra-se na nascente do rio São Paulo, que chega aos 832 metros, enquanto que a altitude mínima está na foz do córrego Urucum, com 333 metros. Já o ponto central da cidade está a cerca de 120 metros. O principal rio que passa por Galileia é o rio Doce, porém o território municipal é banhado por vários mananciais de porte menor, sendo alguns deles o rio São Paulo, o córrego Urucum e o córrego São Tomé, fazendo parte da bacia do rio Doce. A vegetação predominante no município é a Mata Atlântica, sendo que os principais problemas ambientais presentes, segundo a prefeitura em 2010, eram o assoreamento de corpos d'água e as queimadas.
Por vezes, na estação das chuvas, os rios que cortam o município, principalmente o rio Doce, sofrem com a elevação de seus níveis, provocando enchentes em suas margens, o que exige a existência de um sistema de alerta contra enchentes eficaz. A cidade foi uma das mais afetadas pelas enchentes de 1979, e em 2003 fortes chuvas provocaram novamente grandes inundações nas proximidades dos rios. Atualmente existe uma série de estações pluviométricas e fluviométricas instaladas na região, que são administradas pela Companhia de Pesquisa de Recursos Minerais (CPRM) e que visam a alertar a população de uma possível enchente.

### Clima
O clima galileense é caracterizado, segundo o IBGE, como tropical quente semiúmido (tipo Aw segundo Köppen), tendo temperatura média anual de 23,3 °C com invernos secos e amenos e verões chuvosos e com temperaturas elevadas. Os mês mais quente, fevereiro, tem temperatura média de 25,4 °C, sendo a média máxima de 30,8 °C e a mínima de 20,1 °C. E o mês mais frio, julho, de 20,3 °C, sendo 26,7 °C e 14 °C as médias máxima e mínima, respectivamente. Outono e primavera são estações de transição.
A precipitação média anual é de 1 101,3 mm, sendo julho o mês mais seco, quando ocorrem apenas 13,2 mm. Em janeiro, o mês mais chuvoso, a média fica em 241,9 mm. Nos últimos anos, entretanto, os dias quentes e secos durante o inverno têm sido cada vez mais frequentes, não raro ultrapassando a marca dos 30 °C, especialmente entre julho e setembro. Em julho de 2012, por exemplo, a precipitação de chuva em Galileia não passou dos 0 mm. Durante a época das secas e em longos veranicos em pleno período chuvoso também são comuns registros de queimadas em morros e matagais, principalmente na zona rural da cidade, o que contribui com o desmatamento e com o lançamento de poluentes na atmosfera, prejudicando ainda a qualidade do ar.
De acordo com o Instituto Nacional de Pesquisas Espaciais (INPE), Galileia é o 641º colocado no ranking de ocorrências de descargas elétricas no estado de Minas Gerais, com uma média anual de 2,2794 raios por quilômetro quadrado.
| Dados climatológicos para Galileia | Dados climatológicos para Galileia | Dados climatológicos para Galileia | Dados climatológicos para Galileia | Dados climatológicos para Galileia | Dados climatológicos para Galileia | Dados climatológicos para Galileia | Dados climatológicos para Galileia | Dados climatológicos para Galileia | Dados climatológicos para Galileia | Dados climatológicos para Galileia | Dados climatológicos para Galileia | Dados climatológicos para Galileia | Dados climatológicos para Galileia |
| Mês                                | Jan                                | Fev                                | Mar                                | Abr                                | Mai                                | Jun                                | Jul                                | Ago                                | Set                                | Out                                | Nov                                | Dez                                | Ano                                |
| ---------------------------------- | ---------------------------------- | ---------------------------------- | ---------------------------------- | ---------------------------------- | ---------------------------------- | ---------------------------------- | ---------------------------------- | ---------------------------------- | ---------------------------------- | ---------------------------------- | ---------------------------------- | ---------------------------------- | ---------------------------------- |
| Temperatura máxima média (°C)      | 30,9                               | 30,8                               | 30,8                               | 29,5                               | 27,9                               | 26,9                               | 26,7                               | 27,6                               | 27,9                               | 28,8                               | 29,3                               | 29,7                               | 28,9                               |
| Temperatura mínima média (°C)      | 19,7                               | 20,1                               | 20                                 | 18,5                               | 16,4                               | 14,4                               | 14                                 | 15,1                               | 16,5                               | 18,6                               | 19,5                               | 19,9                               | 17,7                               |
| Precipitação (mm)                  | 241,9                              | 148,1                              | 159                                | 88,3                               | 38,9                               | 18,8                               | 13,2                               | 17,8                               | 50,9                               | 136,3                              | 188,7                              | 234,3                              | 1 101,3                            |
| Fonte: Somar Meteorologia          |                                    |                                    |                                    |                                    |                                    |                                    |                                    |                                    |                                    |                                    |                                    |                                    |                                    |

## Demografia
Em 2022, a população foi estimada em 6 222 habitantes pelo censo daquele ano, realizado pelo Instituto Brasileiro de Geografia e Estatística (IBGE). Em 2010, a população era de 6 951 habitantes. Segundo o censo de 2010, 3 405 habitantes eram homens e 3 546 habitantes mulheres. Ainda segundo o mesmo censo, 5 692 habitantes viviam na zona urbana e 1 259 na zona rural. Da população total, 1 733 habitantes (24,93%) tinham menos de 15 anos de idade, 4 537 habitantes (65,27%) tinham de 15 a 64 anos e 681 pessoas (9,80%) possuíam mais de 65 anos, sendo que a esperança de vida ao nascer era de 67,9 anos e a taxa de fecundidade total por mulher era de 2,7.
Em 2010, segundo dados do censo do IBGE daquele ano, a população galileense era composta por 2 257 brancos (32,47%); 728 negros (10,47%); 117 amarelos (1,68%), 3 832 pardos (55,13%) e 17 indígenas (0,24%). Considerando-se a região de nascimento, 35 eram nascidos na Região Norte (0,51%), 78 na Região Nordeste (1,12%), 6 770 no Sudeste (97,39%), quatro na Região Sul (0,05%) e sete no Centro-Oeste (0,10%). 6 443 habitantes eram naturais do estado de Minas Gerais (92,69%) e, desse total, 4 250 eram nascidos em Galileia (61,15%). Entre os 508 naturais de outras unidades da federação, o Espírito Santo era o estado com maior presença, com 156 pessoas (2,25%), seguido por São Paulo, com 99 residentes (1,43%), e pelo Rio de Janeiro, com 71 habitantes residentes no município (1,02%).

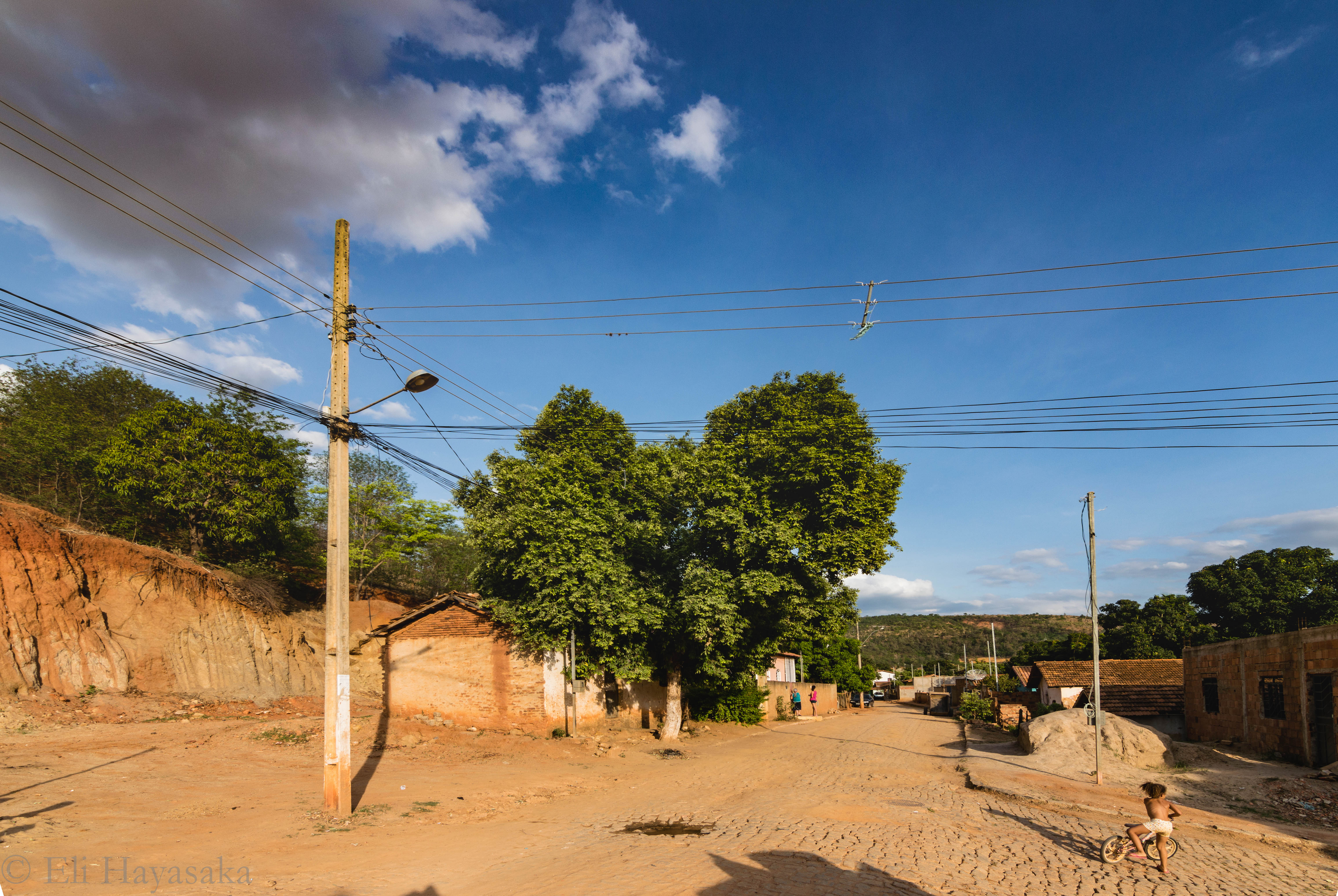
Rua no interior da cidade

O Índice de Desenvolvimento Humano Municipal (IDH-M) de Galileia é considerado médio pelo Programa das Nações Unidas para o Desenvolvimento (PNUD), sendo que seu valor é de 0,654 (o 3030º maior do Brasil). A cidade possui a maioria dos indicadores próximos à média nacional segundo o PNUD. Considerando-se apenas o índice de educação o valor é de 0,546, o valor do índice de longevidade é de 0,795 e o de renda é de 0,645. De 2000 a 2010, a proporção de pessoas com renda domiciliar per capita de até meio salário mínimo reduziu em 50,0% e em 2010, 81,2% da população vivia acima da linha de pobreza, 11,7% encontrava-se na linha da pobreza e 7,1% estava abaixo e o coeficiente de Gini, que mede a desigualdade social, era de 0,509, sendo que 1,00 é o pior número e 0,00 é o melhor. A participação dos 20% da população mais rica da cidade no rendimento total municipal era de 53,5%, ou seja, 12,8 vezes superior à dos 20% mais pobres, que era de 4,2%.
De acordo com dados do censo de 2010 realizado pelo IBGE, a população de Galileia está composta por: 3 590 católicos (51,65%), 2 395 evangélicos (34,46%), 878 pessoas sem religião (12,64%), 22 Testemunhas de Jeová (0,31%) e 0,94% estão divididas entre outras denominações religiosas.

## Política e administração

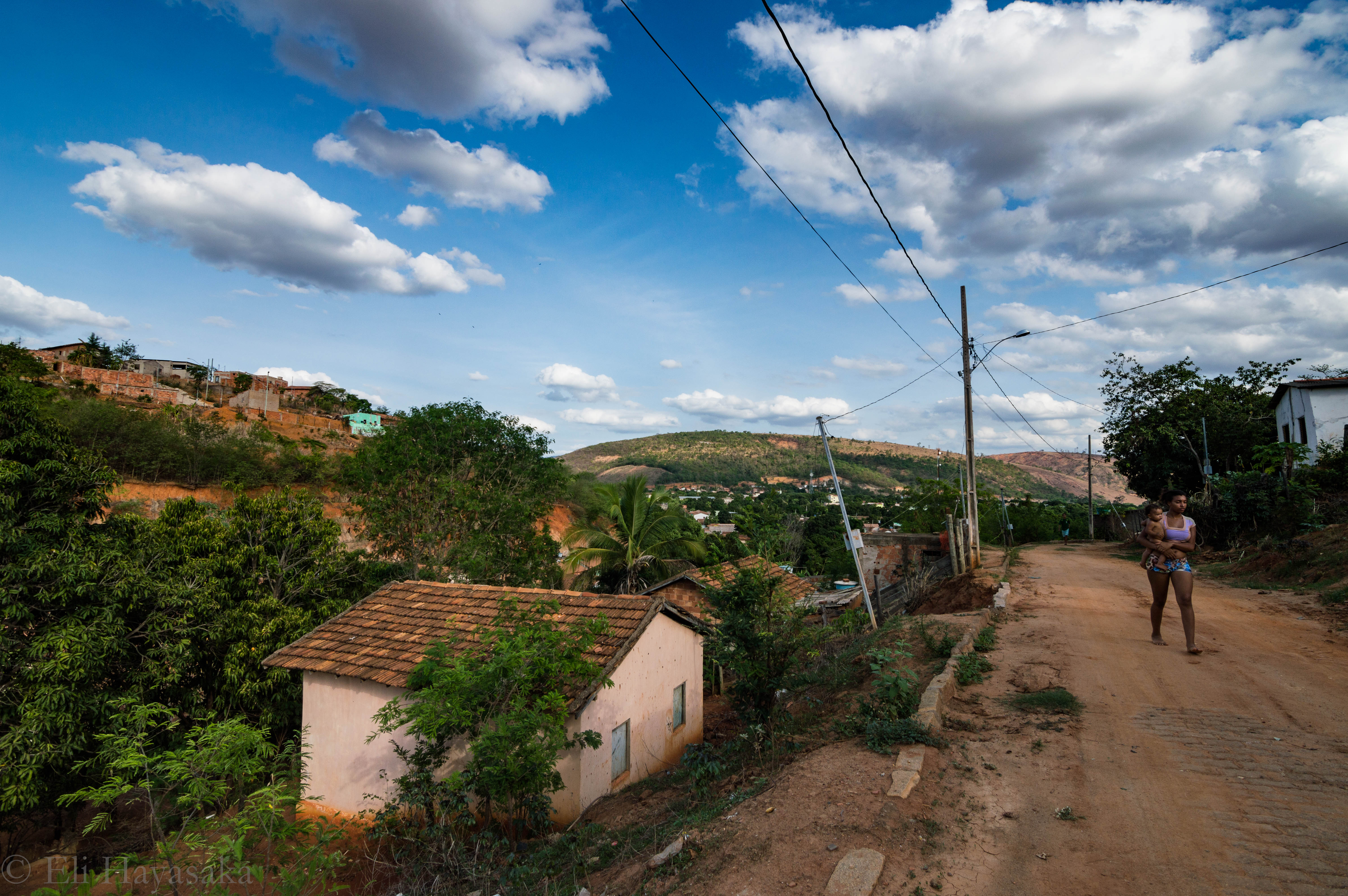
Habitações em Galileia

A administração municipal se dá pelos Poderes Executivo e Legislativo. O Executivo é exercido pelo prefeito, auxiliado pelo seu gabinete de secretários. O atual prefeito é Juarez da Silva Lima, do Partido Republicano Brasileiro (PRB), eleito nas eleições municipais de 2016 com 50,09% dos votos válidos e empossado em 1º de janeiro de 2017, ao lado de Antônio Parreira da Cruz como vice-prefeito. O Poder Legislativo, por sua vez, é constituído pela câmara municipal, composta por nove vereadores. Cabe à casa elaborar e votar leis fundamentais à administração e ao Executivo, especialmente o orçamento participativo (Lei de Diretrizes Orçamentárias).
Em complementação ao processo Legislativo e ao trabalho das secretarias, existem também conselhos municipais em atividade, entre os quais dos direitos da criança e do adolescente, criado em 1991, tutelar (2004) e direitos do idoso (2006). Galileia se rege por sua lei orgânica e abriga uma comarca do Poder Judiciário estadual, de primeira entrância, que foi criada em 9 de fevereiro de 1958 e tem como termos os municípios de Divino das Laranjeiras e São Geraldo do Baixio. O município possuía, em março de 2017, 5 461 eleitores, de acordo com o Tribunal Superior Eleitoral (TSE), o que representa 0,035% do eleitorado mineiro.

## Distritos
| Distrito               | Código IBGE | Habitantes (2022) | Domicílios particulares (2022) |                          |           |       |       |
| ---------------------- | ----------- | ----------------- | ------------------------------ | ------------------------ | --------- | ----- | ----- |
| Distrito               | Código IBGE | Habitantes (2022) | Domicílios particulares (2022) | Galileia (distrito-sede) | 312730505 | 4 983 | 1 820 |
| Santa Cruz de Galileia | 312730508   | 563               | 222                            |                          |           |       |       |
| Sapucaia do Norte      | 312730515   | 676               | 263                            |                          |           |       |       |

## Economia
No Produto Interno Bruto (PIB) de Galileia, destacam-se a agropecuária e a área de prestação de serviços. De acordo com dados do IBGE, relativos a 2011, o PIB do município era de R$ 52 626 mil. 2 100 mil reais eram de impostos sobre produtos líquidos de subsídios a preços correntes e o PIB per capita era de R$ 7 594,98. Em 2010, 54,26% da população maior de 18 anos era economicamente ativa, enquanto que a taxa de desocupação era de 7,89%.
Salários juntamente com outras remunerações somavam 7 370 mil reais e o salário médio mensal de todo município era de 1,5 salários mínimos. Havia 153 unidades locais e 151 empresas atuantes. Segundo o IBGE, 75,13% das residências sobreviviam com menos de salário mínimo mensal por morador (1 697 domicílios), 14,43% sobreviviam com entre um e três salários mínimos para cada pessoa (326 domicílios), 2,08% recebiam entre três e cinco salários (47 domicílios), 1,24% tinham rendimento mensal acima de cinco salários mínimos (28 domicílios) e 7,13% não tinham rendimento (161 domicílios).
Setor primário
| Produção de milho, cana-de-açúcar e mandioca (2011) | Produção de milho, cana-de-açúcar e mandioca (2011) | Produção de milho, cana-de-açúcar e mandioca (2011) |
| --------------------------------------------------- | --------------------------------------------------- | --------------------------------------------------- |
| Produto                                             | Área colhida (hectares)                             | Produção (tonelada)                                 |
| Milho                                               | 150                                                 | 450                                                 |
| Cana-de-açúcar                                      | 6                                                   | 420                                                 |
| Mandioca                                            | 25                                                  | 362                                                 |

A pecuária e a agricultura representam o segundo setor mais relevante na economia de Galileia. Em 2011, de todo o PIB da cidade, 10 695 mil reais era o valor adicionado bruto da agropecuária, enquanto que em 2010, 24,80% da população economicamente ativa do município estava ocupada no setor. Segundo o IBGE, em 2012 o município possuía um rebanho de 12 asininos, 47 520 bovinos, 500 caprinos, 100 coelhos, 1 320 equinos, 750 muares, 300 ovinos, 1 850 suínos e 9 200 aves, entre estas 6 mil galinhas, 3 mil galos, frangos e pintinhos e 200 codornas. Neste mesmo ano a cidade produziu 10 500 mil litros de leite de 9 200 vacas, 34 mil dúzias de ovos de galinha e 3 mil dúzias de ovos de codorna.

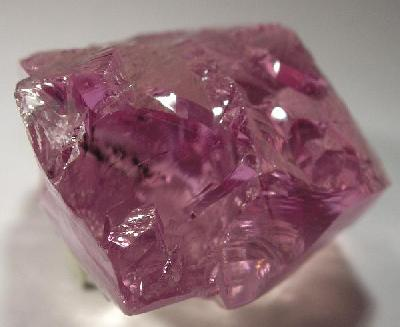
Espodumena extraída na Mina do Urucum

Na lavoura temporária são produzidos principalmente o milho (450 toneladas produzidas e 150 hectares cultivados), a cana-de-açúcar (420 toneladas e 6 hectares) e a mandioca (362 toneladas e 25  hectares), além do arroz e do feijão. Já na lavoura permanente se destacam a manga (336 toneladas produzidas e 35 hectares cultivados), a banana (115 toneladas produzidas e 10 hectares cultivados) e o limão (60 toneladas e 3 hectares), além do coco-da-baía.
Setores secundário e terciário
A indústria, em 2011, era o setor menos relevante para a economia do município. 5 489 reais do PIB municipal eram do valor adicionado bruto do setor secundário. A produção industrial é incipiente, mesmo que comece a dar sinais de aprimoramento, sendo resumida principalmente à fabricação de cerâmica de revestimento ou à extração mineral em minas como do Alto da Pitorra e do Urucum. Segundo o Departamento Nacional de Produção Mineral (DNPM), as principais reservas minerais do município são de berílio, feldspato e mica e de acordo com estatísticas do ano de 2010, 3,57% dos trabalhadores de Galileia estavam ocupados no setor industrial extrativo e 6,70% na indústria de transformação.
O comércio também está presente em Galileia desde a época do estabelecimento dos primeiros moradores, na década de 1920, sendo favorecido pela implantação da Estrada de Ferro Vitória a Minas (EFVM). Em 2010, 9,94% da população ocupada estava empregada no setor de construção, 1,43% nos setores de utilidade pública, 9,70% no comércio e 40,19% no setor de serviços e em 2011, 34 340 reais do PIB municipal eram do valor adicionado bruto do setor terciário.

## Infraestrutura

### Saúde e educação
Em 2009, o município possuía dez estabelecimentos de saúde entre hospitais, pronto-socorros, postos de saúde e serviços odontológicos, sendo sete deles públicos e pertencentes à rede municipal e três privados. Do total de estabelecimentos, nove eram integrantes do Sistema Único de Saúde (SUS) e havia três leitos para internação; todos nos estabelecimentos privados. Em 2012, 99,3% das crianças menores de 1 ano de idade estavam com a carteira de vacinação em dia. Em 2011 foram registrados 92 nascidos vivos, sendo que o índice de mortalidade infantil neste ano foi de 21,7 óbitos de crianças menores de cinco anos de idade a cada mil nascidos. Em 2010, 2,28% das mulheres de 10 a 17 anos tiveram filhos (todas acima dos 15 anos) e a taxa de atividade entre meninas de 10 a 14 anos era de 9,93%. 766 crianças foram pesadas pelo Programa Saúde da Família em 2012, sendo que 0,3% do total estavam desnutridas.
Na área da educação, o Índice de Desenvolvimento da Educação Básica (IDEB) médio entre as escolas públicas de Galileia era, no ano de 2011, de 4,1 (numa escala de avaliação que vai de nota 1 a 10), sendo que a nota obtida por alunos do 5º ano (antiga 4ª série) foi de 4,8 e do 9º ano (antiga 8ª série) foi de 3,4; o valor das escolas públicas de todo o Brasil era de 4,0. Em 2010, 4,19% das crianças com faixa etária entre sete e quatorze anos não estavam cursando o ensino fundamental. A taxa de conclusão, entre jovens de 15 a 17 anos, era de 36,0% e o percentual de alfabetização de jovens e adolescentes entre 15 e 24 anos era de 96,7%. Em 2012, a distorção idade-série entre alunos do ensino fundamental, ou seja, com com idade superior à recomendada, era de 14,2% para os anos iniciais e 14,6% nos anos finais e, no ensino médio, a defasagem chegava a 22,3%. Dentre os habitantes de 18 anos ou mais, 33,38% tinham completado o ensino fundamental e 20,44% o ensino médio, sendo que a população tinha em média 9,68 anos esperados de estudo.
Em 2010, de acordo com dados da amostra do censo demográfico, da população total, 2 025 habitantes frequentavam creches e/ou escolas. Desse total, 22 frequentavam creches, 173 estavam no ensino pré-escolar, 99 na classe de alfabetização, 75 na alfabetização de jovens e adultos, 1 081 no ensino fundamental, 267 no ensino médio, 114 na educação de jovens e adultos do ensino fundamental, 72 na educação de jovens e adultos do ensino médio, onze na especialização de nível superior, 109 em cursos superiores de graduação e três em mestrado. 4 926 pessoas não frequentavam unidades escolares, sendo que 1 094 nunca haviam frequentado e 3 832 haviam frequentado alguma vez. O município contava, em 2012, com aproximadamente 1 485 matrículas nas instituições de ensino da cidade. Segundo o IBGE, neste mesmo ano, das seis escolas do ensino fundamental, três pertenciam à rede pública municipal, duas à rede pública estadual e uma à rede privada. Dentre as três escolas que ofereciam ensino médio, duas pertenciam à rede pública estadual e uma era escola particular.
| Ensino pré-escolar | 196   | 14 | 2 |
| Ensino fundamental | 1 029 | 72 | 6 |
| Ensino médio       | 260   | 36 | 3 |

### Habitação e serviços básicos

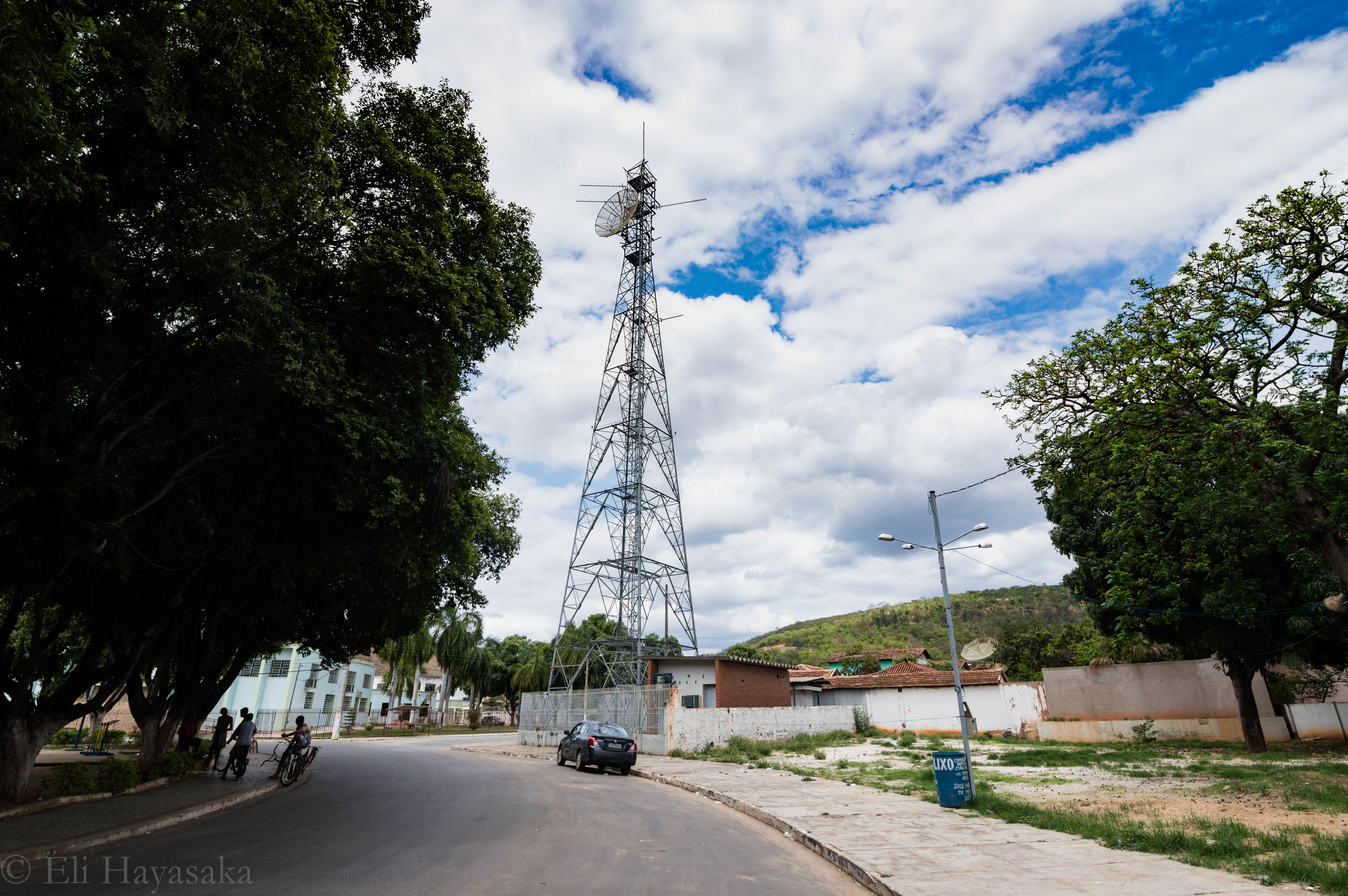
Torre de comunicação na cidade

No ano de 2010 a cidade tinha 2 259 domicílios particulares permanentes. Desse total, 2 236 eram casas, 21 eram apartamentos e duas eram habitações em casas de vila ou em condomínios. Do total de domicílios, 1 430 são imóveis próprios (1 409 já quitados e 21 em aquisição), 425 foram alugados, 391 foram cedidos (204 cedidos por empregador e 187 cedidos de outra forma) e 13 foram ocupados de outra maneira. Parte dessas residências conta com água tratada, energia elétrica, esgoto, limpeza urbana, telefonia fixa e telefonia celular. 1 814 domicílios eram atendidos pela rede geral de abastecimento de água (80,30% do total); 2 233 (98,84%) possuíam banheiros para uso exclusivo das residências; 1 537 (68,03% deles) eram atendidos por algum tipo de serviço de coleta de lixo; e 2 243 (99,73%) possuíam abastecimento de energia elétrica.
Entre 2006 e 2008, houve registro de cinco homicídios (três em 2006, um em 2007 e um em 2008), cinco suicídios (um em 2006, dois em 2007 e dois em 2008) e quatro óbitos por acidentes de transito (um em 2006, um em 2007 e dois em 2008). O código de área (DDD) de Galileia é 033 e o Código de Endereçamento Postal (CEP) vai de 35250-000 a 35257-999. No dia 10 de novembro de 2008 o município passou a ser servido pela portabilidade, juntamente com outros municípios com o mesmo DDD. A portabilidade é um serviço que possibilita a troca da operadora sem a necessidade de se trocar o número do aparelho.
A responsável pelo serviço de abastecimento de energia elétrica é a Companhia Energética de Minas Gerais (Cemig). Segundo a empresa, em 2003 havia 2 190 consumidores e foram consumidos 4 283 074 KWh de energia. Já o serviço de abastecimento de água e coleta de esgoto da cidade é feito pelo Serviço Autônomo de Água e Esgoto (SAAE Galileia), sendo que a água fornecida ao município é extraída do rio Doce. Em 2008, havia 2 191 unidades consumidoras e eram distribuídos em média 1 504 m³ de água tratada por dia.

### Transportes

Entrada da cidade na BR-259

A frota municipal no ano de 2012 era de 1 274 veículos, sendo 605 automóveis, 63 caminhões, um caminhão-trator, 96 caminhonetes, 22 caminhonetas, um micro-ônibus, 429 motocicletas, 24 motonetas, onze ônibus, um utilitário e 21 classificados como outros tipos de veículos. As rodovias que cortam o município são a BR-381, que começa em São Mateus, no litoral do Espírito Santo, passa por Governador Valadares, pela Região Metropolitana do Vale do Aço, Região Metropolitana de Belo Horizonte e sul de Minas e termina na cidade de São Paulo, sendo assim a principal ligação à capital mineira; e a BR-259, que começa em João Neiva, Espírito Santo, passa por Governador Valadares e termina em Felixlândia, na região central mineira.
Na década de 1930, o então pequeno povoado de São Tomé, elevado à categoria de distrito de Conselheiro Pena em 1938, passou a ter transporte ferroviário, sendo atendido pela Estrada de Ferro Vitória a Minas (EFVM). A estação ferroviária da localidade foi inaugurada em 11 de junho de 1939 e ainda é denominada São Tomé do Rio Doce, oferecendo transporte de passageiros com saídas diárias para Belo Horizonte e Vitória ou outras cidades que possuam estações.

## Cultura

### Manifestações culturais e instituições
Galileia conta com um conselho de cultura, paritário, criado em 2002 e de caráter normativo, um conselho de preservação do patrimônio, também paritário, criado em 2002 e de caráter normativo, e legislação municipal de proteção ao patrimônio cultural material. Dentre os espaços culturais, destaca-se a existência de uma biblioteca mantida pelo poder público municipal, estádios ou ginásios poliesportivos e clubes e associações recreativas, segundo o IBGE em 2005 e 2012.
O artesanato é uma das formas mais espontâneas da expressão cultural galileense, sendo que, segundo o IBGE, as principais atividades artesanais desenvolvidas em Galileia são o bordado, trabalhos envolvendo madeira e atividades com pedras preciosas. Uma das principais festas populares organizadas na cidade é a Festa de São João, padroeiro municipal, celebrada anualmente na semana de seu dia, 24 de junho. Na mesma ocasião, destacam-se as festas juninas, entre junho e julho, que são realizadas anualmente, sendo umas das mais conhecidas da região e contando com shows com bandas locais, cavalgadas, barracas com comidas típicas e apresentações de quadrilha com alunos das escolas da cidade.
Também há o Festival da Manga, que é realizado com o objetivo de divulgar os produtos da safra na cidade, além de salgados, bombons, sorvete e tortas feitos a partir da fruta, sendo um dos maiores do gênero na região, com organização de exposições de artesanato local, barracas de alimentação com pratos típicos, parque de diversões, shows musicais com cantores regionais e a eleição da Rainha da Manga.

### Feriados
Em Galileia há quatro feriados municipais e oito feriados nacionais, além dos pontos facultativos. Os feriados municipais são o dia de São João, padroeiro da cidade, celebrado em 24 de junho; o dia do trabalhador rural, em 25 de julho; o dia do evangélico, em 31 de outubro; e o dia do aniversário da cidade, comemorado em 27 de dezembro. De acordo com a lei federal nº 9.093, aprovada em 12 de setembro de 1995, os municípios podem ter no máximo quatro feriados municipais com âmbito religioso, já incluída a Sexta-Feira Santa.